# Aurore Delplace
Pour les articles homonymes, voir Delplace.
Aurore Delplace, née le 28 juillet 1986,, à Bruxelles, est une chanteuse, comédienne et danseuse belge.

## Biographie
Aurore Delplace prend des cours de danse très tôt et s'inscrit à l'Académie royale des beaux-arts de Bruxelles, option danse classique et contemporaine, dont elle sort diplômée. Elle s'installe à Paris en 2008 et s'inscrit à l'Académie internationale de comédie musicale.
Elle obtient ses premiers rôles dans les comédies musicales Grease, Aladin, La Revanche d'une blonde et Cendrillon, le spectacle musical entre autres,,. De cette dernière où elle tient le premier rôle, sont extraits un album, un DVD et un single, On aime tous un jour par Aurore Delplace.
Elle partage l'affiche de plusieurs opérettes avec la même distribution. Elle est tout d'abord Sylvabelle au début de l'année 2011 dans L'Auberge du Cheval-Blanc de Ralph Benatzky, Erik Charell et Hans Müller. Début 2012, elle monte sur les planches des opérettes La Route fleurie de Francis Lopez et Raymond Vincy ainsi que Un de la Canebière d'Henri Alibert, René Sarvil et Vincent Scotto. Plus tard la même année, La Veuve joyeuse de Franz Lehár, Victor Léon et Leo Stein voit également la participation de la chanteuse belge. Avec Fabrice Todaro, Kevin Levy et Florian Cleret partageant le casting de ces opérettes, ils créent le programme court Faut pas pousser diffusé durant la saison 2012-2013 sur L'Énôrme TV,. Elle y joue la comédie et écrit les paroles et la musique du générique avec Kevin Levy, son compagnon.
En 2013, alors qu'elle est approchée pour tenir le rôle principal de Dreams : 1 rêve, 2 vies, Aurore Delplace participe à la deuxième saison de The Voice, la plus belle voix à la demande de Bruno Berberes et intègre l'équipe de Louis Bertignac,. Elle est éliminée aux primes. À l'issue de l'émission, elle est choisie pour interpréter le générique du dessin animé Maya l'abeille, et rejoint les comédies musicales Salut les copains et Love Circus,,.
Deuxième collaboration avec le Studio 100 après Maya l'abeille, Aurore Delplace est la voix chantée de Kate en 2015 dans la série animée K3. La même année, elle interprète le rôle de Geneviève Dixmer dans la comédie musicale Marie-Antoinette et le Chevalier de Maison-Rouge de Didier Barbelivien dont les représentations débutent à l'automne 2016,. Le disque tiré de ce spectacle se classe à la 78e place des albums les plus vendus. À partir du 4 novembre 2015, elle est chargée de l'animation et du chant dans l'émission de télévision Folie passagère de Frédéric Lopez sur France 2,.
En 2019, elle fait une nouvelle apparition à la télévision, dans la série Un si grand soleil diffusée sur France 2, à partir de l'épisode 228. Elle y joue le rôle de l'avocate Johanna Lemeur.
Le 29 juillet 2023, elle se marie avec l'humoriste et comédien Kevin Levy.
Depuis 2024, Aurore Delplace est la marraine officielle d'Enki School, une école pluridisciplinaire de comédie musicale fondée à Liège par l’ASBL Enkivox, sous la direction artistique de Pierre-Yves Duchesne. Elle y soutient activement le développement des jeunes talents dans les domaines du chant, du théâtre et de la scène, en lien avec les valeurs de transmission et d’excellence artistique.
Le 2 août 2025, elle participe à Fort Boyard au profit de l'association Grégory Lemarchal.

## Comédies musicales et opérettes
- 2008-2009 : Grease de Jim Jacobs, Warren Casey, adaptation française de Stéphane Laporte - Théâtre Comédia, Palais des congrès de Paris
- Aladin, mise en scène Jeanne Deschaux, tournée des Zéniths
- 2009-2011 : Cendrillon, le spectacle musical de Gérald Sibleyras et Étienne de Balasy, mise en scène Agnès Boury, Théâtre Mogador
- 2010-2011 : Mike, laisse nous t'aimer, adaptée de la pièce de Gadi Inbar, mise en scène Thomas Le Douarec, adaptation Laurence Sendrowicz, Théâtre Comédia
- 2011 : L'Auberge du Cheval-Blanc de Ralph Benatzky, Erik Charell et Hans Müller, adaptation Lucien Besnard, mise en scène Jacques Raveleau-Duparc, Opéra de Reims
- 2011 : 1939 de Stéphane Métro et Christophe Borie, mise en scène Pierre-Yves Duchesnes, Théâtre du Gymnase Marie-Bell
- 2012 : La Route fleurie de Francis Lopez et Raymond Vincy, mise en scène Jacques Raveleau-Duparc, Opéra de Massy
- 2012 : Un de la Canebière d'Henri Alibert, René Sarvil et Vincent Scotto, mise en scène Jacques Raveleau-Duparc, Opéra de Reims
- 2012 : La Revanche d'une blonde de Laurence O'Keefe, Nell Benjamin et Heather Hach, adaptation française de Ludovic-Alexandre Vidal, Le Palace
- 2012 : La Veuve joyeuse de Franz Lehár, Victor Léon et Leo Rosenstein
- 2013-2014 : Salut les copains de Pascal Forneri, mise en scène Stéphane Jarny - Folies Bergère, tournée
- 2013-2014 : Robin des Bois de Lionel Florence et Patrice Guirao, mise en scène Michel Laprise - Palais des congrès de Paris, tournée[34]
- 2014-2016 : Love Circus d'Agnès Boury et Stéphane Laporte, mise en scène Stéphane Jarny, Folies Bergère
- 2016 : Marie-Antoinette et le Chevalier de Maison-Rouge de Didier Barbelivien, Tony Meggiorin et Antoine Rault
- 2016 : Flashdance de Thomas Hedley (en) et Robert Cary, adaptation et mise en scène Philippe Hersen, Dôme de Paris - Palais des Sports et tournée[35]

## Filmographie
- 2008 : Ben et Thomas : Élise Rosenberg (série)
- 2012 : Faut pas pousser (série)
- 2014 : Yves Saint Laurent de Jalil Lespert : La coterie et les mannequins
- 2015 : Joséphine, ange gardien : Alice Vignault[36] (saison 16, épisode 1 : Belle-mère, belle-fille)
- 2015 : K3 : Kate (voix chantée) (série)
- 2016 : Section de recherches : Gladys (saison 10, épisode 5 : Saut de l'ange)
- Depuis 2019 : Un si grand soleil : Johanna Lemeur (série)
- 2022 : La Vengeance sans visage de Claude-Michel Rome : Marie-Alice Delorme (téléfilm)
- 2022 : Camping Paradis : Camille (saison 13, épisode 2 : Le paradis de Leela)
- 2023 : Simon Coleman : Jade Samson (saison 1, épisode 2 : Dernière danse)